# Мекас, Йонас

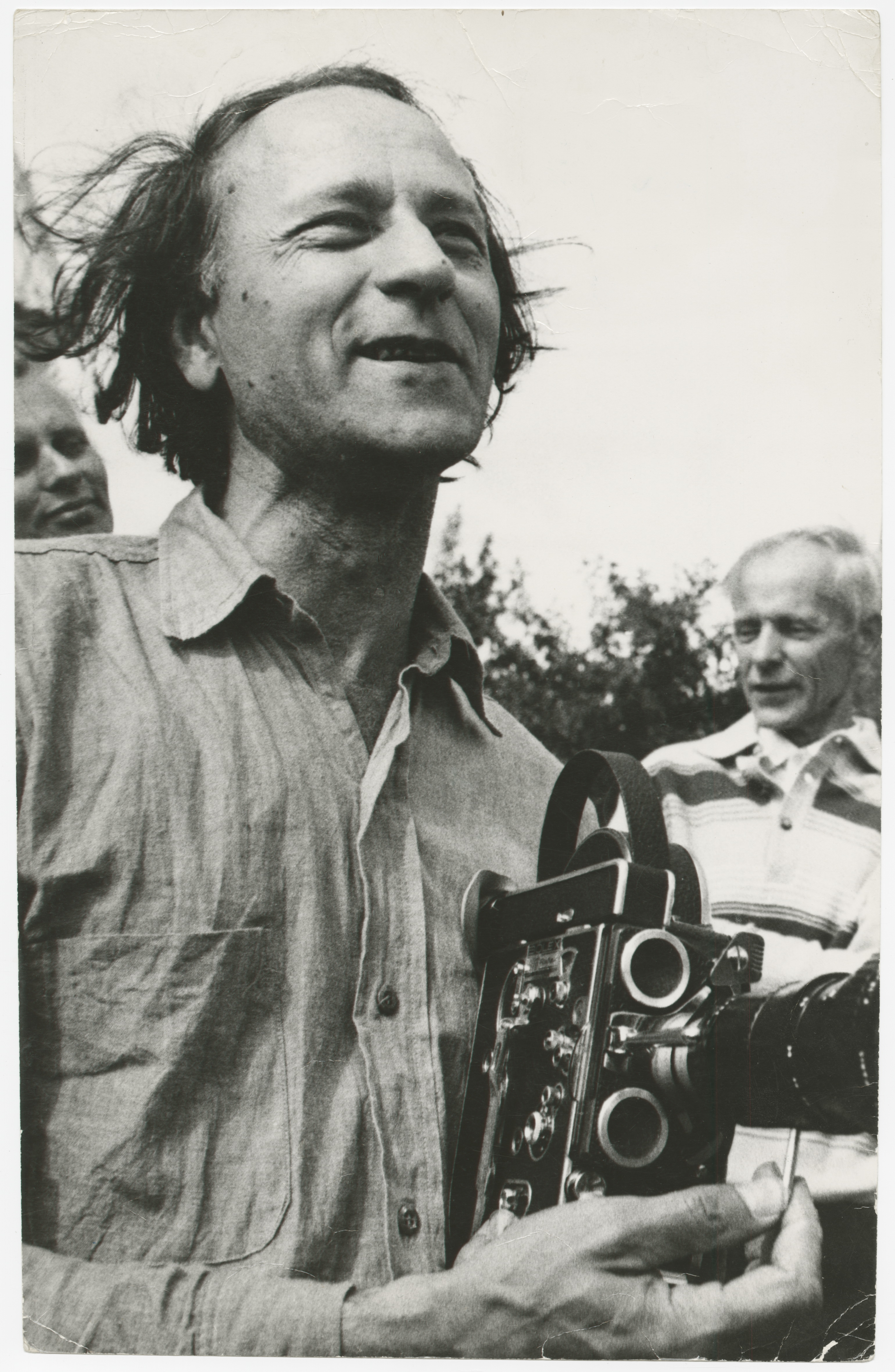
Йонас Мекас в 1971 году

Йонас Мекас (лит. Jonas Mekas, 24 декабря 1922 года — 23 января 2019 года) — американский и литовский поэт и кинорежиссёр, один из лидеров «нового американского кино», «крёстный отец нью-йоркского киноавангарда»; лауреат Национальной премии Литвы в области литературы и искусства (1995).

## Биография
Родился в крестьянской семье. В 1943 году окончил гимназию в Биржае. В 1944 году при отъезде из Литвы вместе с младшим братом Адольфасом (1925—2011, он тоже потом стал кинематографистом) был арестован немецкими властями, до 1945 года оба содержались в нацистском трудовом лагере в Эльмсхорне под Гамбургом, а после окончания войны несколько месяцев провели в лагерях для перемещенных лиц. В 1946—1948 годах Йонас изучал философию в Майнцском университете.
В 1949 году братья переехали в США. Через две недели Йонас приобрел кинокамеру «Bolex» и стал снимать любительские фильмы. Учился у Ханса Рихтера. В 1954 году братья основали журнал авангардного кино «Film Culture». С 1958 году Йонас стал вести колонку «Кинодневник» в еженедельнике Нормана Мейлера «The Village Voice». В 1962 году Йонас вместе с Ширли Кларк, С. Брэкиджем и другими деятелями американского киноавангарда создал Кооператив кинематографистов. В 1964—1967 годах с организованной им выставкой нового американского кино ездил в турне по Европе и Латинской Америке. В 1970 году вместе с С. Брэкиджем и другими выступил основателем нью-йоркской синематеки — Антологии архивного кино, крупнейшего хранилища экспериментальной кинопродукции. Дружил и сотрудничал с Сальвадором Дали, Энди Уорхоллом, Алленом Гинзбергом, Джорджем Мачюнасом, Йозефом Бойсом, Джоном Ленноном, Йоко Оно, Нико и другими. С 1970-х годов читал лекционные курсы по кино в Новой школе социальных исследований, MIT, Нью-Йоркском университете и других заведениях.

## Работы

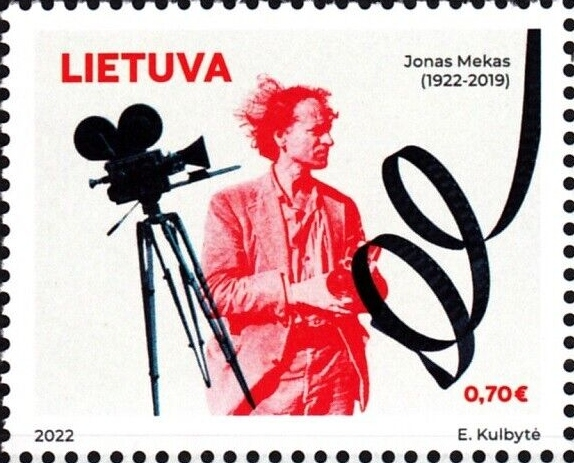
100 лет со дня рождения Йонаса Мекаса, Почта Литвы, 2022

Автор нескольких книг стихов на литовском языке и нескольких десятков экспериментальных фильмов, основоположник жанра кинодневника.

## Признание
- Стипендия Гуггенхайма[3]
- Орден Искусств и литературы (с 1992 года — Кавалер, с 20120го — Командор).
- Национальная премия Литвы в области литературы и искусства (1995).
- Кавалер Большого креста ордена «За заслуги перед Литвой» (2003)[4]
- Австрийский почётный знак За науку и искусство (2008) и многие другие награды.
- Почётный гражданин Биржайского района (2011)[5]
- В 2007 году в Вильнюсе был открыт Центр визуальных искусств имени Йонаса Мекаса. Также является почётным гражданином Республики Ужупис.